# Еумицетом
Еумицетом је хронична инфекција коже и поткожног ткива, коју изазивају различити родови гљивица. Предиспонирајући фактори за настанак болести су: повреде, босоного ходање, лоша лична хигијена, малнутриција, ране и инфекције.
Главни узрочници еумицетома су следеће гљивице:  итд.
Болест се активно проучава у Истраживачком центру за мицетом, који је смештен у суданском граду Картуму.

## Клиничка слика
Најчешћа локализација инфекције је на стопалима, а понекад се еумицетом јавља на горњим екстремитетима, трупу, седалној регији, очним капцима, сузним жлездама, доњој вилици, врату, перинеуму и тестисима. У почетку је инфекција ограничена на кожу и поткожно ткиво, али се касније може проширити до фасција мишића, костију, лимфних и крвних судова и нерава.
Еумицетом се карактерише тријадом клиничких манифестација коју чине: оток, стварање дренирајућих шупљина и гранула. Болест почиње као отицање или отврдњавање коже и поткожног ткива. Кожа изнад места промене је глатка, сјајна и има поремећену пигментацију. Временом се могу створити апсцеси из којих се цеди серопурулентан садржај који може садржавати беложућкасте или црне грануле. Промене су углавном безболне, а некада се јавља увећање захваћене регије и отежано кретање када је у питању стопало. Промене дубоких ткива доводе до остепорозе, деструкције кости, стварање остеофита, остеомијелитиса, инфилтрације коштане сржи и сл.

## Дијагноза и лечење
Дијагноза се поставља на основу анамнезе, клиничке слике, изолације узрочника из промена и микроскопске дијагностике.
Најбоље резултате у лечењу даје комбинована медикаментна и хируршка терапија. Од лекова се примењују кетоконазол, флуконазол и итраконазол.